# Ellen Mattson

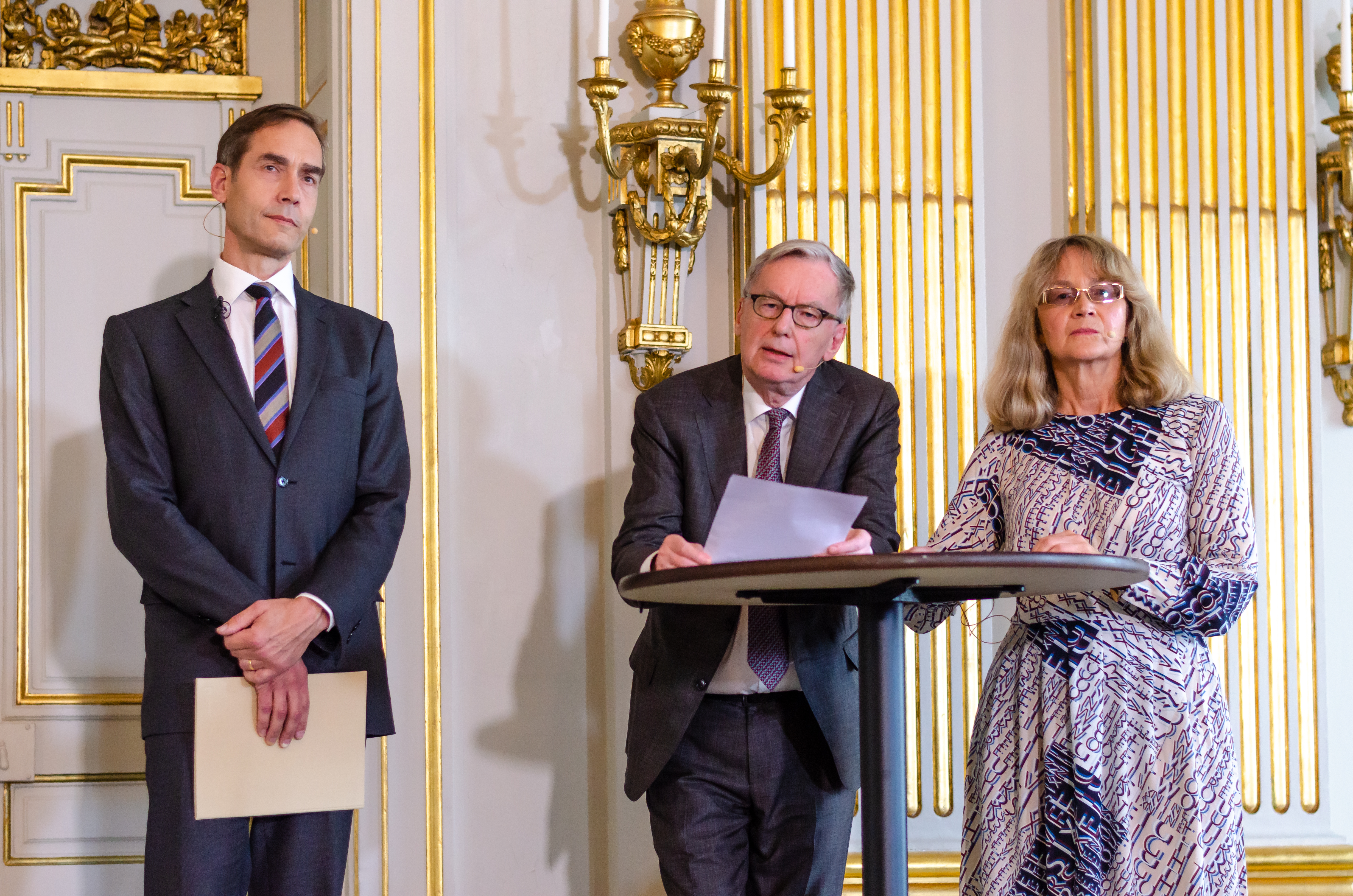
Svenska Akademiledamöterna Mats Malm, Anders Olsson och Ellen Mattson berättar inför den församlade världspressen i Börshuset i Stockholm varför författaren Annie Ernaux just tilldelats Nobelpriset i litteratur 2022.

Ellen Cecilia Mattson, född 22 september 1962 i Uddevalla, är en svensk författare.
Ellen Mattson debuterade 1992 med romanen Nattvandring. Hon skriver också litteraturkritik i Göteborgs-Tidningen och Bohusläningen, samt krönikor i Göteborgs-Posten.  År 1999 debuterade hon som radiodramatiker med Tidigt på morgonen. Den 28 mars 2019 valdes hon in i Svenska Akademien på stol 9 och tog sitt inträde vid Akademiens högtidssammankomst den 20 december 2019. Hon efterträdde då Jayne Svenungsson.
Mattsson är bosatt i Ljungskile.

## Författarskap
Det genomgående temat i Mattsons författarskap är mänskliga relationer. Miljön i många av romanerna är Bohuslän och de utspelar sig i både modern och historisk tid. Hon har själv sagt om sitt författarskap: "Jag är i skrivandet egentligen bara intresserad av mänskliga relationer, hur man beter sig i grupp, vilka roller man tilldelas i gruppen, hur ens personlighet uppstår och vilka möjligheter man har att förändra den. Jag föredrar ett litet persongalleri, gärna i ett slutet rum, och är följaktligen också mycket intresserad av dramatik."
Mattson debuterade 1992 med romanen Nattvandring som handlar om fem föräldralösa syskon från barndom till ålderdom. Vägen härifrån (1995) handlar om en kvinnas sammanbrott när hon förlorar sin mor. Resenärerna (1998) handlar om ett syskonpar på en nedgången gård i Bohuslän som får besök av en rikemansson och hans sällskap på väg hem från en resa till Italien. Poetens liv (1999) är en fiktiv biografi där huvudpersonen söker sanningen om sin barndomsvän, en begåvad poet som dog ung. Snö (2002) är en historisk roman om sårade soldater på hemväg efter Karl XII:s död. Splendorville (2004) handlar om en kvinnlig läkare som kommer till en filminspelning i öknen. Glädjestranden (2008) skildrar tre människor som av omständigheterna förts samman på en arrendegård i Bohuslän. Den bygger på Mattsons egen släkthistoria. Vinterträdet (2012) är en roman om Greta Garbos liv i Amerika. Sommarleken (2016) handlar om kvinna som kommer till ett samhälle vid havet. Den gick som följetong i Sveriges Radio 2016. Tornet och fåglarna (2017) är en historisk roman från krigsåret 1719 som utspelar sig i Marstrand.
Mattson har även skrivit dramatik för scenen och Radioteatern. Hon är översatt till tio språk. De mest översatta romanerna är Vinterträdet och Glädjestranden.

## Priser och utmärkelser
- 1993 – Albert Bonniers stipendiefond för yngre och nyare författare
- 1998 – Svenska Dagbladets litteraturpris[6]
- 2003 – Göteborgs-Postens litteraturpris
- 2004 – Stipendium ur Lena Vendelfelts minnesfond
- 2009 – De Nios Vinterpris
- 2009 – Doblougska priset
- 2011 – Stiftelsen Selma Lagerlöfs litteraturpris
- 2018 – Gerard Bonniers pris[7]